# 왜관역
왜관역(Waegwan station, 倭館驛)은 경상북도 칠곡군 왜관읍 왜관리에 있는 경부선의 철도역이다. 1905년에 낙동강 동변 왜관의 설치와 더불어 건설되어 영업을 시작하였다. 모든 정규 무궁화호 및 대경선 광역전철의 전동차가 정차하며, 주변에 낙동강과 다부동전적기념관이 있다. 2013년 8월 말에 대구역에서 일어난 3중 추돌사고로 모든 서울발 새마을호, 무궁화호가 이 역에 임시종착한 적이 있었다.
2006년 7월 한국철도공사 지사제 발족 당시 그룹대표역으로 지정되었으나, 업무 효율과 핵심 사업 실행, 현장중심의 경영체제 확립을 위한 조직 개편으로 2009년 9월 각 지사가 지역 본부로 축소되면서, 그룹대표역에서 보통역으로 격하되었다.
2015년 8월 1일부터 서울~진주, 서울~부산을 왕복 운행하는 ITX-새마을이 하루 4차례 정차한다.

## 연혁
- 1905년 1월 1일 : 영업 개시
- 1962년 1월 1일 : 미군기지창 전용선 개설
- 1972년 1월 1일: 5급역으로 승격
- 2010년 11월 1일 : 새마을호 무정차 통과
- 2013년 7월 1일 : 대합실 리모델링 공사 시작
- 2013년 9월 1일 : 대합실 리모델링 공사 완료
- 2014년 5월 1일 : 충북종단열차 운행 개시
- 2015년 8월 1일 : ITX-새마을 하루 4회(상행, 하행 각 2회) 정차 개시
- 2017년 12월 18일 : 화물 취급 중지[1]
- 2024년 12월 14일: 대경선 개통[2]

## 역 구조
승강장은 2면 4선의 쌍섬식 승강장으로 운용된다.

### 승강장
대경선 광역전철 승강장에는 이미 스크린도어가 설치되었다.
| ↑ 약목 / ↑ 사곡 (대경선 광역전철) |
| ４３ \| ２１ \|                   |
| 신동 ↓/ 서대구 (대경선 광역전철)↓ |

| 4▪3 | 경부선 · ● 대경선(상행) | 서울 · 영주 · 구미 방면 |
| 2▪1 | 경부선 · ● 대경선(하행) | 부산 · 진주 · 경산 방면 |

## 인접한 역
| 새마을호            | 새마을호               | 새마을호              |
| ------------------- | ---------------------- | --------------------- |
| 구미 서울 방면      | ITX-새마을 경부선      | 대구 부산 방면        |
| 구미 서울 방면      | ITX-새마을 동해선      | 대구 신해운대 방면    |
| 구미 서울 방면      | ITX-새마을 경전선      | 대구 진주 방면        |
| 무궁화호            |                        |                       |
| 약목 서울▪영주 방면 | 무궁화호 경부선▪충북선 | 신동 부산▪동대구 방면 |
| 대경선 (경부선)     |                        |                       |
| K111 사곡 구미 방면 | ● 대경선               | K114 서대구 경산 방면 |

## 사진

왜관역 타는 곳에 설치된 지하도 (2005년)

## 역 주변
| 나가는 곳 | 방면                                           |
| --------- | ---------------------------------------------- |
| 1         | 경상북도칠곡교육지원청 순심중학교 순심고등학교 |